# Morti nel 2010/Senza giorno specificato
| Questa pagina contiene informazioni ricavate automaticamente dalle voci biografiche con l'ausilio del template Bio e di un bot. L'aggiornamento è periodico e automatico e ricostruisce completamente la pagina. Se manca una persona in questa lista, sei pregato di non aggiungerla, ma accertati piuttosto che la sua voce biografica contenga il template Bio e che i dati anagrafici siano correttamente compilati. Se il template Bio manca, inseriscilo tu stesso o, in alternativa, metti l'avviso {{tmp\|Bio}} che ne segnala la mancanza. Se i dati riportati sono sbagliati, correggi direttamente la voce biografica; le modifiche saranno visibili in questa lista entro pochi giorni. Per chiarimenti vedi il progetto biografie. La lista contiene solo le 62 persone che sono citate nell'enciclopedia e per le quali è stato implementato correttamente il template Bio. Pagina aggiornata al 1 gen 2023. |

- Francesco Allera Longo, politico italiano (n.1937)
- Maruzza Astolfi, politica e partigiana italiana (n.1928)
- Silvio F. Balbuena, regista e sceneggiatore spagnolo (n.1930)
- Enzo Bearzot, calciatore e allenatore di calcio italiano (n.1927)
- Raúl Belén, calciatore argentino (n.1931)
- Bruno Benetti, calciatore italiano (n.1938)
- Mihai Bercus, cestista, allenatore di pallacanestro e arbitro di pallacanestro rumeno
- Renzo Biondani, calciatore italiano (n.1931)
- Stjepan Bobek, calciatore e allenatore di calcio croato (n.1923)
- Manute Bol, cestista sudanese (n.1962)
- Giovanni Bonomo, mafioso italiano (n.1935)
- Maurizio Bonuglia, attore e regista italiano (n.1943)
- Robert Brubaker, attore statunitense (n.1916)
- Jim Bullions, allenatore di calcio e calciatore scozzese (n.1924)
- Bruno Camolese, calciatore italiano (n.1914)
- Giuseppe Carmelo Cardone, scrittore e poeta italiano (n.1931)
- Enrica Corti, attrice italiana (n.1921)
- Francesco Cossiga, politico, giurista e accademico italiano (n.1928)
- Guido Daurù, artista e insegnante italiano (n.1926)
- Carla Del Poggio, attrice italiana (n.1925)
- Mario Ferrara, tenore italiano (n.1929)
- Vittorio Folonari, bobbista italiano (n.1915)
- Livio Ghioni, allenatore di calcio e calciatore italiano (n.1938)
- Mauro Gigli, militare italiano (n.1969)
- Denis Guedj, romanziere e matematico francese (n.1940)
- Zbigniew Gut, calciatore polacco (n.1949)
- Bob Kap, allenatore di calcio, allenatore di football americano e dirigente sportivo jugoslavo (n.1923)
- Erwin Kreuz,  tedesco (n.1927)
- Ron Legg, cestista britannico (n.1928)
- Dīmītrīs Lekkas, cestista greco
- James Lister, cestista statunitense (n.1951)
- Francisco López Estrada, filologo spagnolo (n.1918)
- James MacArthur, attore statunitense (n.1937)
- Laura Malvano, storica dell'arte italiana (n.1931)
- Dario Mangiarotti, schermidore e maestro di scherma italiano (n.1915)
- Patricia McCluskey, attivista britannica (n.1914)
- Antonio Maria Michetti, ingegnere italiano (n.1927)
- Emil Mihajlov, cestista bulgaro (n.1943)
- Fabrizio Mori, etnografo e archeologo italiano (n.1925)
- Giampiero Mosconi, medico e psicologo italiano (n.1921)
- Miloš Nebuchla, cestista cecoslovacco
- Evgenij Nikitin, cestista sovietico (n.1929)
- Armando Ortolano, calciatore italiano (n.1921)
- Mario Pinzauti, regista e sceneggiatore italiano (n.1930)
- Astore Pittana, trombettista e compositore italiano (n.1912)
- Mario Robaudi, scultore, pittore e docente italiano (n.1933)
- Angelo Ruffinoni, calciatore italiano (n.1931)
- Hiroshi Saeki, calciatore giapponese (n.1936)
- Aldo Santoni, calciatore italiano (n.1931)
- Livio Schiozzi, pittore e scultore italiano (n.1943)
- Jean Simmons, attrice britannica (n.1929)
- Tony Corinda, illusionista britannico (n.1930)
- Ilona Stefancsik, cestista ungherese
- Erwin Stricker, sciatore alpino italiano (n.1950)
- Erminio Teruzzi, calciatore italiano (n.1921)
- Algiso Toscani, calciatore, allenatore di calcio e partigiano italiano (n.1920)
- Zoltán Varga, allenatore di calcio e calciatore ungherese (n.1945)
- Lorenzo Vecchiutti, multiplista italiano (n.1923)
- Raimondo Vianello, attore, conduttore televisivo e sceneggiatore italiano (n.1922)
- Giorgio Visconti, calciatore e allenatore di calcio italiano (n.1928)
- Piero Vivarelli, regista, sceneggiatore e attore italiano (n.1927)
- Len Wills, calciatore inglese (n.1927)